# FC Hoyvík

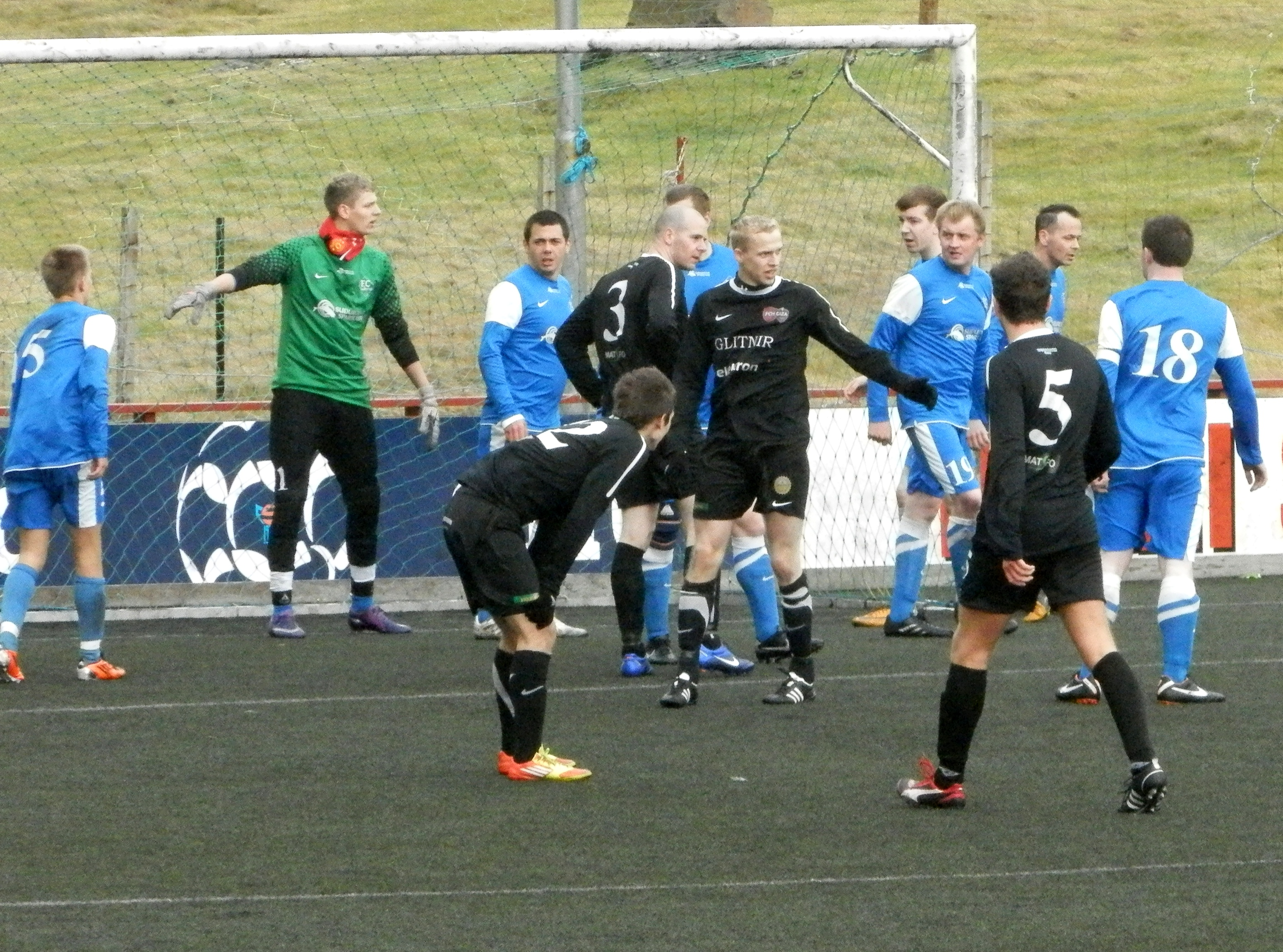
Fragment meczu przeciwko FC Suduroy (15.09.2012).

FF Giza/FC Hoyvík – półprofesjonalny klub piłkarski na Wyspach Owczych, występujący w 2. deild (trzeci poziom rozgrywek na archipelagu). Obecnie drużyna rozgrywa swoje mecze na stadionie niðari vøllur, wchodzącym w skład kompleksu sportowego Gundadalur w Tórshavn. Klub posiada również drużyny rezerw, które grają w 3. deild (najniższym poziomie rozgrywkowym).

## Historia
Klub powstał w styczniu 2012 roku w wyniku połączenia FF Giza z FC Hoyvík. Podczas pierwszych trzech sezonów działalności zajmował trzecie miejsce w 2. deild, nie uzyskując tym samym awansu do wyższej klasy rozgrywek. Udało się to osiągnąć podczas sezonu 2015, kiedy drużyna wywalczyła drugą lokatę w tabeli. W tym samym roku klub dotarł do ćwierćfinału Pucharu Wysp Owczych, w którym uległ HB Tórshavn 1:4. Podczas pierwszego sezonu w 1. deild FF Giza/FC Hoyvík zdobył 48 punktów, co dało mu czwartą pozycję w tabeli ligowej. Na koniec sezonu 2018 nazwę klubu, choć nie rozpadł się on na dwa, skrócono na FC Hoyvík.

## Piłkarze
Stan na 1 października 2016
| Nr | Poz. | Piłkarz                  |
| -- | ---- | ------------------------ |
| 1  | BR   | Petur Meinhard Magnussen |
| 25 | BR   | Eyðun Ólavur Sørensen    |
| 2  | OB   | Magnar Kári Vang         |
| 4  | OB   | Martin Midjord           |
| 3  | OB   | Jón Samuelsen (kapitan)  |
| 14 | OB   | Vensil Djurhuus          |
| 14 | OB   | Leivur Joensen           |
| 23 | OB   | Teitur Jóannesarson      |
| 26 | OB   | Karl Martin Danielsen    |
| 6  | PO   | Bogi Hermansen           |

| Nr | Poz. | Piłkarz               |
| -- | ---- | --------------------- |
| 7  | PO   | Guttormur Patursson   |
| 11 | PO   | Dánjal Jákup Hansen   |
| 16 | PO   | Emil Ronaldsson       |
| 17 | PO   | Elias Evensson        |
| 17 | PO   | Niklas Fríði Jacobsen |
| 18 | PO   | Mikkjal Hentze        |
| 8  | NA   | Tróndur Arge          |
| 9  | NA   | Bjartur Kjærbo        |
| 10 | NA   | Ahmed Keita           |
| 13 | NA   | Tony Rasmussen        |

## Dotychczasowi trenerzy
Dotychczas następujący trenerzy prowadzili klub FF Giza/FC Hoyvík:
Stan na 23 marca 2016
| Lp. | Imię i nazwisko          | Okres urzędowania    | Okres urzędowania    |
| --- | ------------------------ | -------------------- | -------------------- |
| 1.  | Sigurð Herulf Sigurðsson | 2012                 | 22 października 2012 |
| 2.  | Sigurð Herulf Sigurðsson | 22 października 2012 | 22 listopada 2013    |
| 2.  | Jan Laursen              | 22 października 2012 | 22 listopada 2013    |
| 3.  | Frankie Jensen           | 22 listopada 2013    |                      |